# 1993 في باكستان
فيما يلي قوائم الأحداث التي وقعت خلال عام 1993 في باكستان.

## سياسة

### تعيين في المنصب
- 18 يوليو – وسيم سجاد رئيس باكستان.
- 19 يوليو – حكيم سعيد حاكم إقليم السند [الإنجليزية]‏.
- 6 أغسطس – نواز شريف وزير المالية (باكستان)،زعيم المعارضة [الإنجليزية]‏.
- 19 أكتوبر – بينظير بوتو رئيس وزراء باكستان.
- 19 أكتوبر – فاروق ليغاري الوزير الاتحادي للشؤون الخارجية [الإنجليزية]‏،رئيس باكستان.

### انتهاء فترة المنصب
- 18 أبريل – بينظير بوتو زعيم المعارضة [الإنجليزية]‏.
- 18 أبريل – نواز شريف رئيس وزراء باكستان.
- 18 يوليو – غلام إسحاق خان رئيس باكستان.
- 18 يوليو – كلثوم نواز السيدة الأولى لباكستان  [لغات أخرى]‏.
- 14 نوفمبر – فاروق ليغاري الوزير الاتحادي للشؤون الخارجية [الإنجليزية]‏.
- 14 نوفمبر – وسيم سجاد رئيس باكستان.

## مواليد

### أبريل
- 10 أبريل – صدام حسين لاعب كرة قدم باكستاني.[1]

## وفيات

### مارس
- 16 مارس – محمد خان جونيجو (مواليد 1932) سياسي باكستاني.[2]

### أبريل
- 16 أبريل – مالك رام (مواليد 1906)

### مايو
- 27 مايو – راني (مواليد 1946)[3]